# 1964 a jogalkotásban
1964-ben az alábbi jogszabályokat alkották meg:

## Magyarország

### Törvények (4)
- 1964. évi I. törvény 	 a Magyar Népköztársaság 1964. évi költségvetéséről
- 1964. évi II. törvény 	 a postáról és a távközlésről
- 1964. évi III. törvény 	 az építésügyről
- 1964. évi IV. törvény 	 a vízügyről

### Törvényerejű rendeletek (31)
- Forrás: Törvényerejű rendeletek teljes listája (1949 - 1989)

- 1964. évi 1. törvényerejű rendelet 	 a honvédelemről szóló 1960. évi IV. törvény egyes rendelkezéseinek módosításáról (jan. 29.)
- 1964. évi 2. törvényerejű rendelet 	 a turistaforgalom vámkönnyítéseiről szóló, New Yorkban 1954. június 4-én kelt Egyezmény, valamint az Egyezmény Kiegészítő Jegyzőkönyvének kihirdetéséről (jan. 29.)
- 1964. évi 3. törvényerejű rendelet 	 a Magyar Népköztársaság és a Jugoszláv Szövetségi Népköztársaság között Belgrádban, 1963. február 20-án aláírt Konzuli Egyezmény kihirdetéséről (jan. 29.)
- 1964. évi 4. törvényerejű rendelet  a Magyar Népköztársaság és a Mongol Népköztársaság között 1963. július 10-én, Budapesten aláírt Konzuli Egyezmény kihirdetéséről (febr. 7.)
- 1964. évi 5. törvényerejű rendelet 	 a Magyar Népköztársaság Kormánya és a Csehszlovák Köztársaság Kormánya között a vámegyüttműködés és vámügyi segítségnyújtás tárgyában Budapesten, az 1958. évi május hó 8. napján aláírt egyezmény kihirdetéséről szóló 1958. évi 30. törvényerejű rendelet hatályon kívül helyezéséről (febr. 21.)
- 1964. évi 6. törvényerejű rendelet 	 a társadalombiztosítás szervezetének egységesítéséről
- 1964. évi 7. törvényerejű rendelet 	 a mezőgazdasági termelőszövetkezetek tagjainak kötelező kölcsönös nyugdíjbiztosításáról szóló 1957. évi 65. számú törvényerejű rendelet módosításáról
- 1964. évi 8. törvényerejű rendelet 	 a nemzetközi kereskedelmi választottbíráskodásról szóló, Genfben 1961. április 21-én kelt Európai Egyezmény kihirdetéséről
- 1964. évi 9. törvényerejű rendelet 	 a honvédelemről szóló 1960. évi IV. törvény egyes rendelkezéseinek módosításáról
- 1964. évi 10. törvényerejű rendelet 	 a Duna Bizottság kiváltságairól és mentességeiről szóló, Budapesten 1963. május 15-én aláírt nemzetközi egyezmény kihirdetéséről
- 1964. évi 11. törvényerejű rendelet 	 az oktatásban alkalmazott megkülönböztetés elleni küzdelemről szóló egyezmény kihirdetéséről
- 1964. évi 12. törvényerejű rendelet 	 a népi ellenőrzésről szóló 1957. évi VII. törvény módosításáról
- 1964. évi 14. törvényerejű rendelet 	 a Budapesten, 1964. május 27-én aláírt, a Magyar Népköztársaság Kormánya és a Duna Bizottság között „a Duna Bizottság székhelyéről a Magyar Népköztársaságban” tárgyban kötött Egyezmény kihirdetéséről
- 1964. évi 15. törvényerejű rendelet 	 a Magyar Népköztársaság Kormánya és a Jugoszláv Szocialista Szövetségi Köztársaság Kormánya között Belgrádban 1963. október 15-én aláírt tudományos, művelődésügyi és kulturális együttműködési Egyezmény kihirdetéséről
- 1964. évi 16. törvényerejű rendelet 	 a Magyar Népköztársaság 1963. évi költségvetésének végrehajtásáról
- 1964. évi 17. törvényerejű rendelet 	 a növényvédelemről
- 1964. évi 18. törvényerejű rendelet 	 a Magyar Népköztársaság Kormánya és a Román Népköztársaság Kormánya között a magyar-román államhatár rendje és határkérdésekben együttműködés tárgyában Budapesten, 1963. évi június 13-án aláírt szerződés kihirdetéséről
- 1964. évi 19. törvényerejű rendelet 	 a nemzetközi légifuvarozásra vonatkozó egyes jogszabályok egységesítése tárgyában Varsóban, 1929. október 12-én aláírt egyezmény módosításáról Hágában, 1955. évi szeptember 28-án kelt jegyzőkönyv kihirdetéséről
- 1964. évi 20. törvényerejű rendelet 	 a vámjog szabályozásáról szóló 1954. évi 16. törvényerejű rendelet módosításáról
- 1964. évi 21. törvényerejű rendelet 	 a tanácsok községfejlesztési tevékenységéről
- 1964. évi 22. törvényerejű rendelet 	 a kisiparosok ipargyakorlásáról szóló 1958. évi 9. törvényerejű rendelet egyes rendelkezéseinek módosításáról és kiegészítéséről
- 1964. évi 23. törvényerejű rendelet 	 a fegyveres testületek tagjainak kitüntetésére vonatkozó rendelkezések módosításáról
- 1964. évi 24. törvényerejű rendelet 	 a Déli Vaspálya Társaság ügyében létrejött „Megegyezés”-ről szóló 1923. évi XXXVI. törvény hatályon kívül helyezéséről
- 1964. évi 25. törvényerejű rendelet 	 a Magyar Népköztársaság és a Csehszlovák Szocialista Köztársaság között Prágában, 1963. december 20-án aláírt kereskedelmi és hajózási szerződés kihirdetéséről
- 1964. évi 26. törvényerejű rendelet 	 a polgári repülésről
- 1964. évi 27. törvényerejű rendelet 	 a háborús bűntettek és a miattuk kiszabott egyes büntetések elévülésének kizárásáról
- 1964. évi 28. törvényerejű rendelet 	 a Magyar Népköztársaság és a Jemeni Arab Köztársaság közötti barátságról és együttműködésről Budapesten, 1964. május 30-án aláírt Szerződés kihirdetéséről
- 1964. évi 29. törvényerejű rendelet 	 a munkaviszonyt érintő egyes kérdések szabályozásáról
- 1964. évi 30. törvényerejű rendelet 	 a Bernben 1961. évi február 25. napján aláírt Vasúti Árufuvarozási, valamint Személy- és Poggyászfuvarozási Nemzetközi Egyezmények kihirdetéséről
- 1964. évi 31. törvényerejű rendelet 	 a parti tengerről és a csatlakozó övezetről szóló, Genfben, 1958. április 29-én aláírt szerződés kihirdetéséről

### Egyéb fontosabb jogszabályok
- 2/1964. (VII. 5.) ÉM számú rendelet a magánerőből történő társas- és csoportos lakóházépítésekről